# Horcynus Orca
Horcynus Orca ist ein Roman des italienischen Schriftstellers Stefano D’Arrigo (1919–1992). Das sprachgewaltige Epos wurde bei der Veröffentlichung 1975 als Meisterwerk der italienischen Literatur gefeiert. Auf fast 1500 Seiten erzählt D’Arrigo die letzten acht Tage im Leben eines Kriegsheimkehrers des Zweiten Weltkriegs, des Matrosen ’Ndrja Cambrìa, auf dem Weg in sein Heimatdorf auf Sizilien. 
Das wegen seiner inhaltlichen und sprachlichen Fülle lange für unübersetzbar gehaltene Werk wurde erst 40 Jahre nach der Veröffentlichung in einer anderen Sprache zugänglich: Die Übertragung ins Deutsche durch Moshe Kahn wurde 2015 mit dem Deutsch-Italienischen Übersetzerpreis und dem Jane Scatcherd-Preis ausgezeichnet.

## Inhalt
Mit dem ersten Satz sind Ort und Zeit der folgenden rund 1450 Seiten des Romans angelegt:

„Die Sonne ging auf seiner Reise viermal unter, und am Ende des vierten Tags, welcher der vierte Oktober neunzehnhundertdreiundvierzig war, erreichte der Matrose ’Ndrja Cambrìa, einfacher Oberbootsmann der ehemaligen Königlichen Marine, den Landstrich der Feminoten an den Meeren zwischen Skylla und Charybdis.“

Die darauf folgende monumentale inhaltliche Fülle lässt sich mit wenigen Worten nur notdürftig zusammenfassen: Der Protagonist des Romans, ’Ndrja Cambrìa, sucht nach Möglichkeiten, die Straße von Messina zwischen Italien und Sizilien zu überqueren (mythologisch: die Meerenge zwischen den beiden Seeungeheuern der Odyssee, Skylla und Charybdis), um nach Hause zurückzukehren. Dies gelingt ihm letztlich zwar, allerdings verliert er am Ende, am achten Tag seiner Reise, beim Training für einen Ruderwettkampf sein Leben durch einen verirrten Schuss.
Die Reise des Matrosen ist eingewoben in zahlreiche Rückblenden und Reflexionen, gegliedert in 50 einzelne Episoden, zu Erinnerungen des Protagonisten, zu Ereignissen seiner Vergangenheit, zur Mythologie der Gegend, zur realen Situation der Menschen, insbesondere der Fischer in der unmittelbaren Nachkriegszeit in Süditalien, zur Zerstörung ihrer Lebensgrundlagen, zur Armut der Menschen, zur Hitze der Mittelmeersonne. Und seine Reise ist eingesponnen in eine Fülle von Begegnungen mit Personen, die durch den Krieg tiefgreifend verändert sind, teilweise reale oder real erscheinende Personen, teilweise Wesen und Figuren, die zur Mythologie des Landstrichs gehören. ’Ndrja Cambrìa sammelt und beobachtet Sinneseindrücke, eigene und fremde Erinnerungen und Traumgestalten und ist „damit beschäftigt, mit all den Splittern zu Rande zu kommen, in die sich die alte Welt aufgelöst hat“.
Die titelgebende Delfinart Orcinus Orca selbst ist durchgehend mythologisch überhöht (schon in der Eigen-Schreibweise D’Arrigos im Titel, „Horcynus“); der Orca ist leitmotivische Todesmetapher des Romans.

## Entstehungsgeschichte und Rezeption
D’Arrigo fand sein Thema schon 1956: Nach einjähriger Arbeit hatte er einen Roman mit dem Titel La testa del delfino (Der Kopf des Delfins) abgefasst, die Urfassung des Horcynus Orca. Zwei Episoden daraus, etwa 100 Seiten, sah der Autor 1958 offenbar als so weit fertiggestellt an, dass er sie losgelöst zur Veröffentlichung vorsah. Die beiden Erzählungen erschienen 1960 in der von Elio Vittorini und Italo Calvino herausgegebenen Literaturzeitschrift Menabò unter dem Titel I giorni della fera (Tage der Fere).
Diese Veröffentlichung stieß auf große Resonanz der italienischen Literaturkritik, und allgemein bestand die Erwartung, dass im folgenden Jahr 1961 ein epochales Romanwerk erscheinen werde. Auf Empfehlung von Vittorini nahm der Verleger Arnoldo Mondadori das Manuskript unter dem Titel I fatti della fera (Geschichten um die Fere) zum Druck entgegen und ließ Korrekturfahnen erstellen. Die Erwartung war allerdings verfrüht; der Roman erschien erst 1975 beim Verlag Mondadori in Mailand, 14 Jahre nach Übersendung der Fahnen zur letzten Korrektur, jetzt mit dem Titel Horcynus Orca. D’Arrigo hatte sein Werk in der Zwischenzeit grundlegend überarbeitet, mit großen sprachlichen und stilistischen Änderungen, und mit einer Verdopplung des Umfangs auf gut 1200 eng bedruckte Seiten.
Während der Roman anschließend international lange nicht zur Kenntnis genommen wurde, reagierte die literarische Kritik in Italien selbst zunächst verhalten, nach kurzem Schweigen aber sehr aufmerksam, wenn auch unterschiedlich: Die Mehrzahl wichtiger Literaten und Kritiker feierte den Roman enthusiastisch als epochales Werk der Weltliteratur, als „1257 Seiten reine Poesie“ (Pasolini), eine kleinere Gruppe äußerte sich abwertend. 1977 wurde D’Arrigo für sein Werk mit dem „Spezialpreis der Jury“ des Premio Mondello ausgezeichnet.
1982 wurde das Werk bei Mondadori in zwei Bänden neu aufgelegt, ein Reprint erfolgte 1994. Die Urfassung des Romans mit dem Titel I fatti della fera (Geschichten um die Fere) – die Druckfahnen von 1961, mit deren Überarbeitung der Autor anschließend 14 Jahre beschäftigt war – wurde 2000 in einer textkritischen Ausgabe veröffentlicht.
Maßgebliche kritische Edition des Werks – und Grundlage der Übersetzung Moshe Kahns ins Deutsche – ist die Neuauflage 2003 beim Verlag Rizzoli (RCS MediaGroup) in Mailand mit einer Einleitung des Literaturwissenschaftlers Walter Pedullà, des Herausgebers der Gesamtausgabe der Schriften D’Arrigos, und umfangreicher Bibliografie. Bei dieser Ausgabe wurden die fortlaufenden Überarbeitungen und Änderungen des Autors im Anschluss an die Erstausgabe berücksichtigt.

## Übersetzung
Lange galt Horcynus Orca als unübersetzbares Werk: Die Verleger schreckten vor dem finanziellen Risiko zurück, die Übersetzer vor der überbordenden Sprachgewalt des Originals.
Bereits Anfang der 1960er Jahre – nach dem Erfolg der ersten Veröffentlichung der beiden einzelnen Kapitel – hatte Mondadori die Rechte zur fremdsprachlichen Übersetzung auf dem Buchmarkt angeboten. Im deutschen Sprachraum war der Piper-Verlag auf Empfehlung des Übersetzers Heinz Riedt auf das Angebot eingegangen. Als das Werk aber 14 Jahre später dann in der endgültigen Form vorgelegt wurde, gaben die ausländischen Verlagshäuser ihre Optionen zurück, weil die Gutachter, auch Riedt für den Piper-Verlag, den Text mit den von D’Arrigo neu entwickelten Sprachformen für unlesbar und den Inhalt für unverständlich hielten.
Im März 2015, mithin 40 Jahre nach der Erstveröffentlichung des Epos, wurde mit der Ausgabe in deutscher Sprache beim S. Fischer Verlag die erste Übersetzung überhaupt veröffentlicht; acht Jahre, von 2006 bis 2014 hatte der Übersetzer Moshe Kahn daran gearbeitet, die ersten sechs Jahre an der Übersetzung, die letzten beiden Jahre an der Überarbeitung, gemeinsam mit seinem Lektor und Herausgeber, dem Verleger Egon Ammann. Kahn gibt in einem umfangreichen Nachwort Aufschluss über die Probleme, vor die er sich als Übersetzer gestellt sah: D’Arrigo hatte für sein opus magnum eine völlig neue Sprache geschaffen, auf der Grundlage des sizilianischen Italienisch. In Absprache mit dem Autor, mit dem er seit Anfang der 1980er Jahre regelmäßig persönlichen Kontakt hatte, sah Kahn seine Aufgabe daher darin, eher eine kongeniale Übertragung als eine Übersetzung im herkömmlichen Sinne zu unternehmen, eine „Umgestaltung, Anverwandlung, als Fährmannstätigkeit zwischen zwei entfernten Ufern. Der Klang, die Satzrhythmen, die alten, mittleren und neuen Sprachebenen des Deutschen verlangten, dass ich mich gelegentlich vom Original entfernen musste, um ähnliche Wirkungen wie im Original hervorzurufen“.
Kahns Übersetzung – und mit ihr die Entdeckung des Werks für den deutschsprachigen Raum – wurde in den Feuilletons fast durchweg gefeiert: Die Wiener Zeitung benennt die Übertragung als „brillante Transliteration und Nachdichtung“, Peter von Becker bezeichnet im Tagesspiegel die Wiederentdeckung des Romans wie die Übersetzung schlicht als „literarische Sensation“, die Rezensentin der NZZ, die Romanistin Franziska Meier, liest D’Arrigos Roman als „irrwitziges Sprachkunstwerk, das sich als Totenbeschwörung vor dem Hintergrund kriegerischer Verheerungen erhebt“ und sieht den Autor „im Dialog mit Weltliteratur von Homer über Dante bis zu Melville und Joyce“. Vom Rezensenten der FAZ, Hubert Spiegel, wird die Übersetzung Kahns gelesen als Wortfassung einer Mahler-Sinfonie, und auch Maike Albath ordnet die Leistung Kahns in der Literaturbeilage der ZEIT als „übersetzerische Großtat“ ein. Skeptischer äußerte sich Tim Caspar Boehme in der taz, für den die Lektüre zur „körperlichen“ Anstrengung wurde; der Rezensent sieht die Gefahr der Erschöpfung und Kapitulation des Lesers vor der Textflut und den sprachlichen „Heftigkeiten“ des Werks.

## Auszeichnungen
- 1977: Premio Mondello, Spezialpreis der Jury
- 2015: Deutsch-Italienischer Übersetzerpreis für Moshe Kahns Übertragung
- 2015: Jane Scatcherd-Preis für Moshe Kahns Übertragung